# 金春洙
金 春洙（キム・チュンス、김춘수、1922年11月25日 - 2004年11月29日）は韓国の詩人、文学評論家、国文学者、政治家である。本貫は光山金氏。慶尚南道忠武市（現在の統営市）出身。
代表作は「花」「ブダペストでの少女の死」など、韓国の教科書に収録されることもある。

## 略歴
1922年11月25日、慶尚南道の忠武で生まれる。統営普通学校と京畿中学校を卒業して、日本大学の芸術科に入学したが、1942年12月に不敬罪の疑いにより退学処分になった。
統営中学校、馬山高校の教師、それから馬山の海印大学（現・慶南大学校）、慶北大学校、嶺南大学校などで教授を務めた。文芸振興院の顧問、韓国詩人協会長などを歴任。1981年には与党である民主正義党から国会議員選挙に全国区候補として出馬し当選、議員を1期務めた。この時期に全斗煥を賛美する献呈詩を作成したことは汚点として残っており、本人は後にこの時期の行動について、「100%他意によるものだった」と釈明した。のち韓国芸術院会員、韓国詩人協会会長、KBS理事。
金春洙の詩は、大きく四つに分かれる。第一は、｢花｣、｢花のための序詩｣といった作品を書いた、いわゆる存在への探求を行った時期である。この時期には、存在と言語の関係が強調される。第二は、｢埠頭にて｣、｢春の海｣のような作品が中心になっている。叙述的なイメージの世界が強調される。つまり、描写を目指す世界で、1950年代の末から1960年代の前半までの詩を通して表現している。第三には、｢處容斷章｣を書いた時期で、脱イメージの世界が強調される。そして、最後は1970年代の末から1980年代の初めまでで、宗教あるいは芸術に対する省察が強調される時期である。その後、1990年代の初めにはポストモダニズムの特徴を見せたりもした。

## 受賞歴
- 1958年、韓国詩人協会賞
- 1959年、自由アジア文学賞
- 1966年、慶尚南道文学賞
- 1992年、銀冠文化勲章
- 1997年、第5回 大山文学賞
- 1998年、第12回 仁村賞
- 2000年、第1回 青馬文学賞
- 2004年、第19回 素月詩文学賞特別賞

## 主な作品
詩集
- 1950年、『늪』(沼)[7]
- 1951年、『기』(旗)
- 1954年、『인인』(因縁)
- 1959年、『꽃의 소묘』(花の素描)
- 1959年、『부다페스트에서의 소녀의 죽음』(ブダペストでの少女の死)
- 1969年、『타령조 기타』(打令調、其他)
- 1974年、『처용』(處容)
- 1976年、『김춘수시선』(金春洙の視線)
- 1977年、『남천』(南川)
- 1980年、『비에 젖은 달』(雨に濡れた月)
- 1982年、『처용 이후』(處容、それ以降)
- 1991年、『처용 단장』(處容斷章)
- 1993年、『서서 잠드는 숲』(徐々に眠る森)
- 1997年、『들림, 도스토예프스키』(聞こえる、ドストエフスキー)
- 1999年、『의자와 계단』(椅子と階段)

詩論集
- 1958年、『한국현대시형태론』(韓国現代詩の形態論)
- 1972年、『시의 이해』(詩の理解)
- 1976年、『의미와 무의미』(意味と無意味)
- 1979年、『시의 표정』(詩の表情)